# Markéta Dvoráková
Markéta Dvořáková (Opavě (Txèquia), 1977) és una compositora txeca i professora de piano d'Opavě.
Va estudiar composició i tocar el piano al Conservatori Janáček d'Ostrava amb Jan Grossmann i Edvard Schiffauer (1992-98), i va continuar els seus estudis a l'Acadèmia Janáček de Música i Arts Escèniques de Brno, on va estudiar composició amb Leoš Faltus (1998-2003); cursos de composició a Český Krumlov amb Marek Kopelent, Vinko Globokar, Osvaldas Balakauskas el 1999.
Actualment és professora de piano a l'Escola Primària de Música de Polanka, però també ensenya entonació, ritme i anàlisi auditiva al Conservatori d'Ostrava i teoria musical i composició, instrumentació i arranjament de composicions i harmonia a JAMU de Brno. Dvořáková compon cançons principalment per a les seves filles i alumnes de l'Escola de Música de Primària, però també li agrada escriure òperes. Ella mateixa va escriure The Giraffe Opera i tres òperes més en col·laboració amb el compositor Ivo Medek. També compon per a conjunts vocals infantils i adults, la majoria de vegades per al conjunt vocal femení "Notabene", en el qual també canta.
Els seus èxits compositius estan sent molt valorats, la qual cosa avala la nominació al Premi Alfred Radok en la categoria Talent de l'any el 2002, o el lloc guanyador al Premi Anual de l'OSA en la categoria "Autor jove de música clàssica amb més èxit" l'any 2006. El 2018 va guanyar el concurs internacional Opus ignotum amb l'adaptació del folk femení, el song príš i l'adaptació de la música clàssica. el 2021 va guanyar el 2n premi al concurs de composició Stonavská Barborka pel seu cicle "Živůtky" per a dues veus femenines.